# Malá Deštná
Malá Deštná je s nadmořskou výškou 1090 m n. m. třetí nejvyšší horou Orlických hor. Leží 3 km východo-severovýchodně od Deštného a 1,5 km severně od Velké Deštné, nejvyššího vrcholu Orlických hor.
V sedle s Velkou Deštnou se nachází PR Jelení lázeň, založená v roce 1982 k ochraně hřebenového rašeliniště typu vrchoviště s charakteristickou ohroženou flórou, faunou a typickými rašelinnými jevy.

## Přístup
Nejsnadnější přístup je po Jiráskově cestě ze sedla pod Šerlichem, kde je parkoviště a zastávka autobusu a kudy také prochází hlavní hřebenová cesta Orlických hor - červeně značená Jiráskova cesta. Po 2 km ve směru na Velkou Deštnou se cesta dostane asi 150 metrů pod vrchol. Ten se nachází v mladém smrkovém lese a není nijak označen.